# Melchiorre Greco
Melchiorre Greco (Barcellona Pozzo di Gotto, 1700 ? – ...) è stato uno scultore italiano.

## Biografia
Nasce e opera a Barcellona Pozzo di Gotto nel 1700 circa.
Parecchie opere autografe sono presenti a Barcellona Pozzo di Gotto e nel comprensorio.

## Opere
- 1754, San Giovanni Battista, statua marmorea, scultura autografa presente nel prospetto della chiesa di San Giovanni Battista di Barcellona Pozzo di Gotto.
- 1754, Madonna Addolorata, statua marmorea, scultura autografa presente nel prospetto laterale destro della chiesa di San Giovanni Battista di Barcellona Pozzo di Gotto.
- 1754, Altare Maggiore "versus populum", manufatto marmoreo, opera autografa presente nel duomo di Santa Maria Assunta di Castroreale.
- 1792, Custodia e puttini, manufatti marmorei, opere realizzate con la collaborazione di Alfio Greco presenti nel duomo di Sant'Antonio Abate di Aci Sant'Antonio.

## Galleria d'immagini

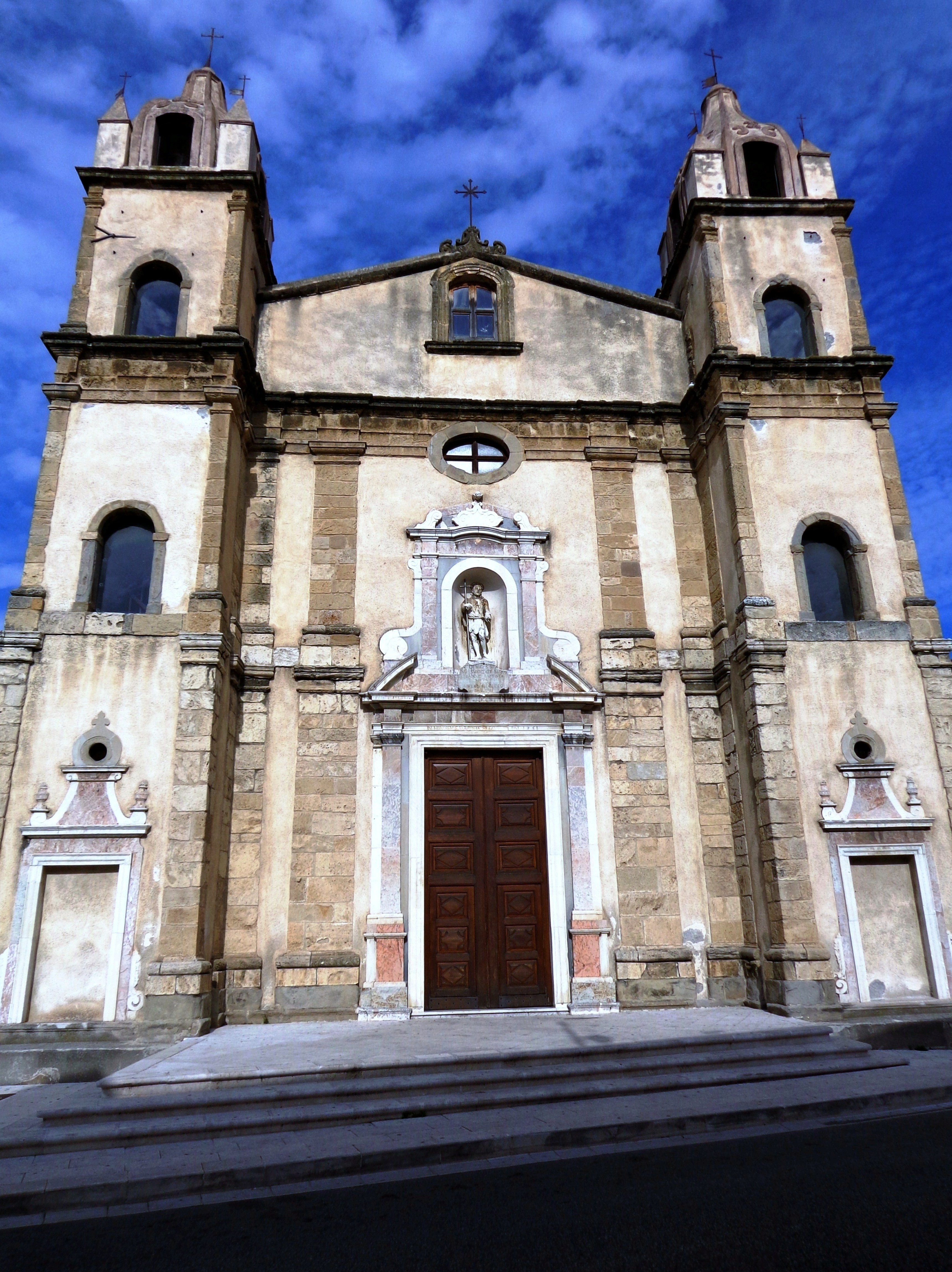
Portale con statua di San Giovanni Battista
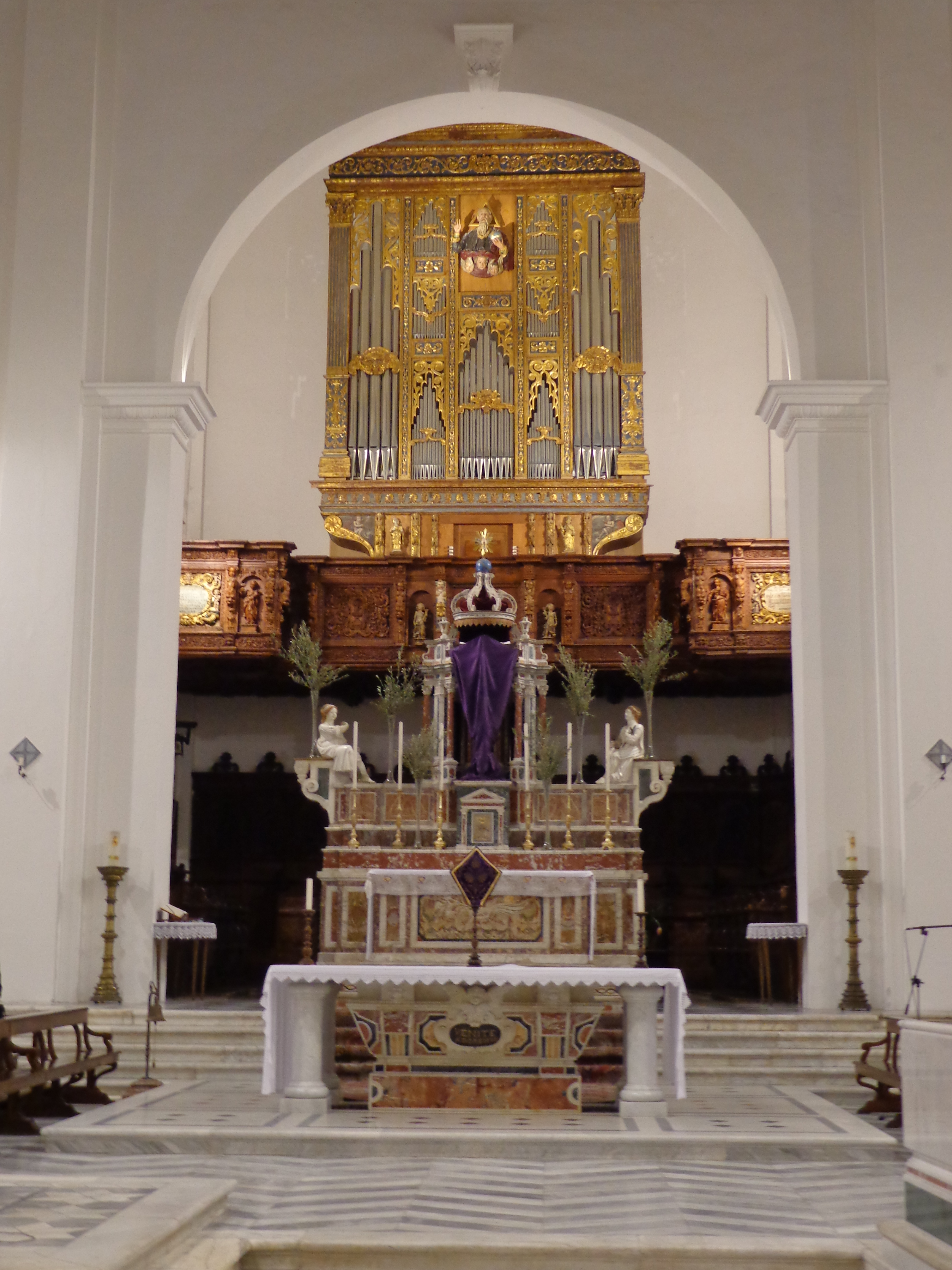
Altare Duomo Castroreale
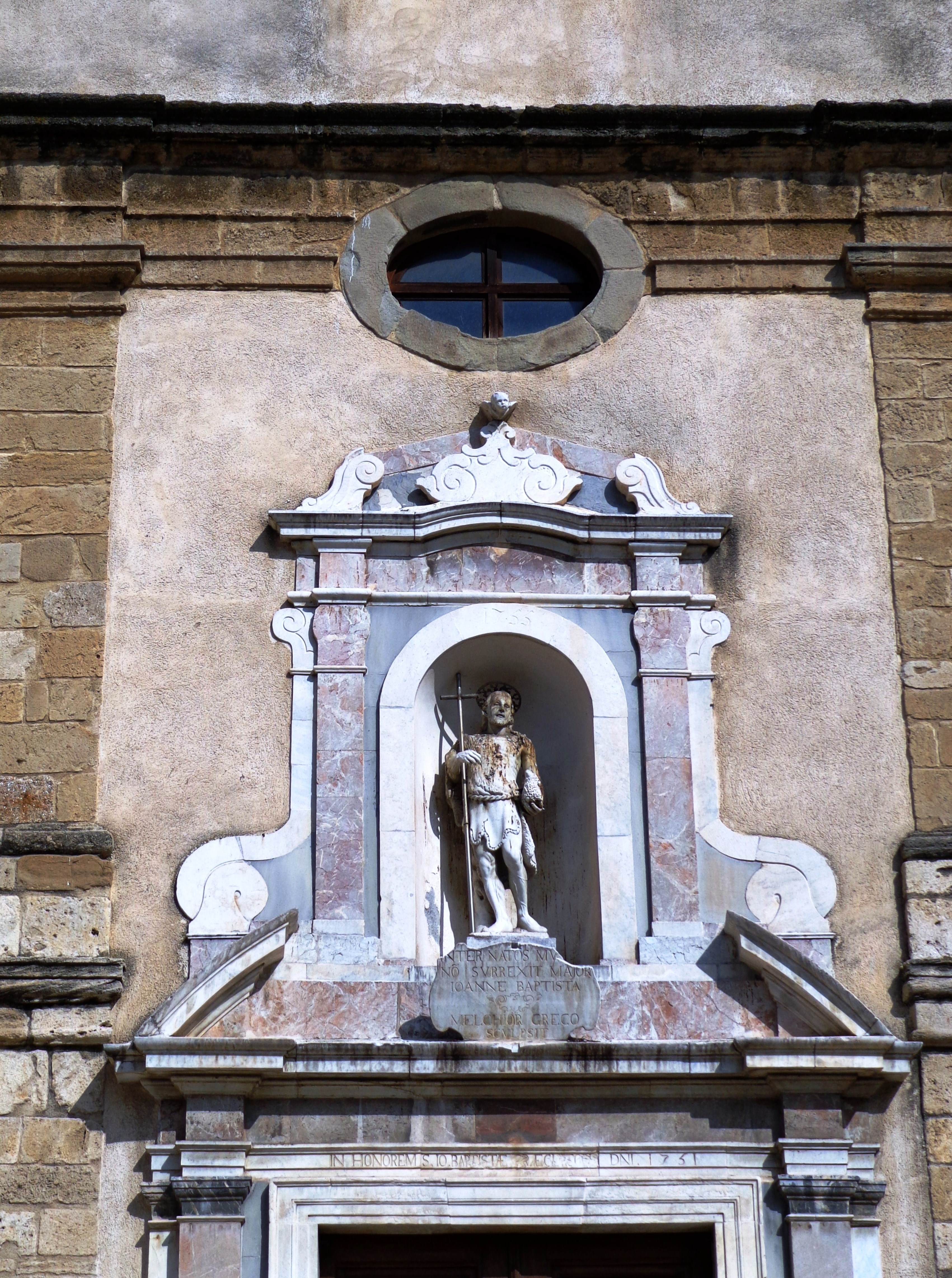
La statua di San Giovanni
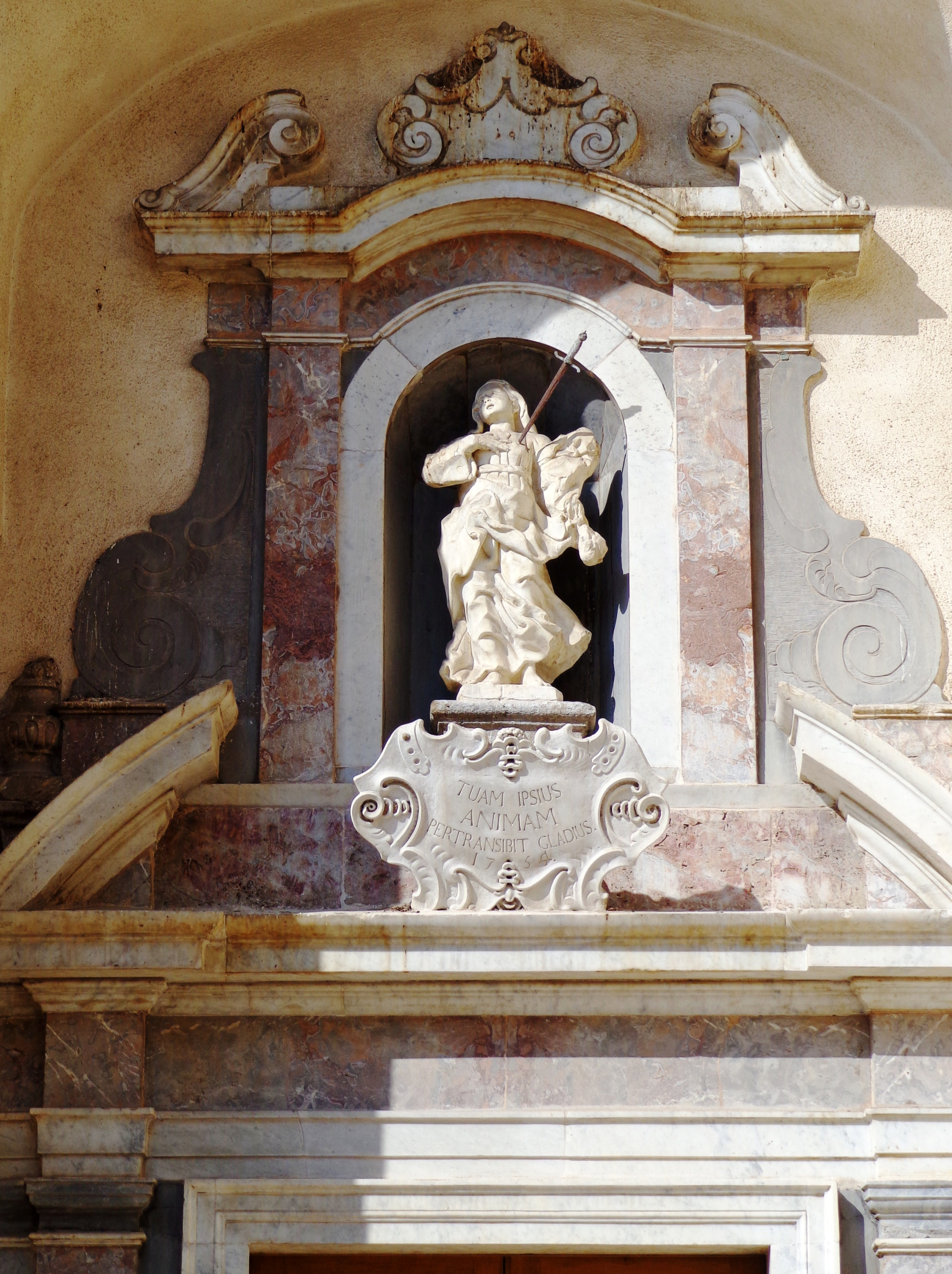
Statua dell'Addolorata